# 모락셀라 카타랄리스
모락셀라 카타랄리스(Moraxella catarrhalis)는 배양이 까다로우며 운동성이 없고, 호기성이고 산화효소 양성인 그람 음성균의 일종이다. 쌍구균의 형태를 하고 있다. 사람의 호흡계, 중이, 눈, 중추신경계, 관절 등에 감염을 일으킨다. 삼량체 자가수송체 부착소를 이용하여 숙주 세포에 달라붙어 감염을 유발한다.

## 역학
모락셀라 카타랄리스는 사람의 상기도에 감염을 잘 일으키는 병원균이다. 마카크와 같은 사람 외의 다른 영장류도 감염될 수 있다.

## 역사
모락셀라 카타랄리스는 한때 브란하멜라(Branhamella)라는 별개의 속으로 분류되었다. 이렇게 따로 분류되었던 근거는 다른 모락셀라속의 세균들은 막대 모양인 간균이며 사람에서 감염을 일으키는 경우가 드물다는 점이었다. 그러나 DNA 혼성화를 이용한 연구와 16S rRNA 서열 비교를 통해 모락셀라 카타랄리스를 모락셀라속에 포함시키는 근거가 확보되었다. 그 결과 현재는 학명으로서 '모락셀라 카타랄리스'가 선호된다. 그러나 일부 의학 분야에서 아직 이 세균을 브란하멜라 카타랄리스(Branhamella catarrhalis)라고 부르기도 한다.
'모락셀라'의 이름은 처음 모락셀라속에 대해 기술한 스위스의 안과 의사인 빅터 모락스(Victor Morax)의 이름에서 따왔다. '카타랄리스'라는 이름은 그리스어로 '흘러 내리다'라는 뜻의 'catarrh'에서 유래했다. 이는 심한 염증으로 인해 눈과 코에서 흘러 내리는 분비물을 묘사한 것이다.

## 유전학
모락셀라 카타랄리스 CCUG 353형 균주의 총 유전체 서열은 2016년 DDBJ, 유러피안 뉴클레오타이드 아카이브, GenBank에 액세스 넘버 LWAH00000000로 공개되었다.

## 임상적 중요성
모락셀라 카타랄리스는 중이염, 기관지염, 부비동염, 후두염 등을 일으킬 수 있다는 것이 알려져 있다. 나이가 많거나 장기간 흡연을 한 만성 폐쇄성 폐질환(COPD) 환자는 모락셀라 카타랄리스로 인해 기관지폐렴이 발생하거나 이미 있는 COPD가 급성으로 악화될 수 있다.
모락셀라 카타랄리스의 집락화 비율이 최대가 되는 시기는 2세 전후로, 소아에서는 집락화 비율이 아주 높으나 성인에서는 아주 낮아 연령층 사이의 집락화 비율이 크게 다르다.
최근 모락셀라 카타랄리스는 새로이 부상하는 인간에서의 병원균으로 주목을 모으고 있다. 모락셀라 카타랄리스는 상기도에서 폐흡인을 통해 폐와 기관지에 감염을 일으키는 중요한 원인균으로 확인되었다. 또한 면역계가 손상된 상태의 성인에서 세균성 폐렴을 일으킬 수 있다. COPD의 감염성 급성 악화를 일으키기도 하며 급성 부비동염, 상악동염, 균혈증, 수막염, 결막염, 만성 기관지염 급성 화농성 악화, 요도염, (드물기는 하지만) 패혈증, (이 역시 드물지만) 패혈성 관절염, 성인의 급성 후두염, 소아의 급성 중이염 등의 원인이 될 수 있다. 모락셀라 카타랄리스는 폐에 기회감염을 일으켜 침입할 수 있는데, 특히 면역계가 손상되었거나 기저에 만성 질환이 있는 환자에서 문제가 된다.